# Китайские музыкальные инструменты
Общая историческая перспектива по теме изложена в статье Музыка Китая
Парадоксально, значительная часть инструментов, фигурирующих в китайской музыкальной культуре, имеют «варварское» происхождение, то есть не являются автохтонными для Китая. В то же время, некоторые элементы древнейшей инструментальной культуры оказались забыты или существенно переосмыслены в имперскую эпоху. Как следствие, многие данные о древнейших инструментах стали доступны только в 20 в., благодаря археологическим находкам.
Традиционно (Чжоу Ли) музыкальные инструменты подразделялись на «8 тембров» (zh:八音), согласно используемым для изготовления инструментов материалам:
- шелковые 絲 — струнные (наибольшая группа, вкл. цитры, смычковые и т. п.)
- бамбуковые 竹 — деревянные духовые, аналогичные гобоям и флейтам
- деревянные 木 — ксилофоны
- каменные 石 — литофоны
- металлические 金 — колокола, металлофоны, цимбалы, гонги
- глиняные 土 — окарина сюнь, ударный фоу.
- тыквенные 匏 — духовые со свободной тростью,
- кожаные 革 — ударные-мембранофоны

Эта классификация предположительно сформировалась в Вост. Чжоу, когда некоторые инструменты (цитра сэ, колокола) находились на пике популярности, в то время как другие (гуцинь) ещё не приобрели классическую форму или вовсе не существовали. Она весьма условна: например, древнейшие флейты («бамбук») изготовлялись из кости; кожа или дерево использовались как мембрана для многих струнно-смычковых; инструменты типа шэн («тыква») могли изготовляться из дерева, имитирующего форму тыквы, и т. д.

## Современная классификация
- Деревянные духовые, ударные:

Дицзы
Шэн
Пайгу
Гонг
Пайсяо
Гуань
Колокольчики
Цимбалы
- Смычковые струнные:

эрху
чжунху
даху
баньху
цзинху
гаоху
гэху
еху
цичжунху
диингэху
лэйцинь
- Щипковые и молоточковые струнные:

гуцинь
саньсянь
янцинь
гучжэн
жуань
кунхоу
люцинь
пипа
чжу

## Традиционные ансамбли
Двенадцать девушек

|group5 = 
|list5 =
- [[[null]]]

}}